# Cycas micholitzii
Cycas micholitzii es una especie de Cycadopsida del género Cycas, de la familia Cycadaceae, del orden Cycadales.

## Distribución
Cycas micholitzii se distribuye por Laos (Champasak, Saravan) y Vietnam (Dac Lak, Gia Lai, Kon Tum).

## Taxonomía
Fue descrita científicamente por Dyer. Fue publicado por primera vez en Dyer. In: Gard. Chron., ser. 3 38: 142-144, figs. 48-49. (1905).